# Liste der Staatsoberhäupter 958
Übersicht
◄◄ | ◄ | 954 | 955 | 956 | 957 | Liste der Staatsoberhäupter 958 | 959 | 960 | 961 | 962 | ► | ►►

Weitere Ereignisse

## Afrika
- Ägypten
  - Herrscher: Abu l-Qasim Unudschur ibn Muhammad (946–961)

- Äthiopien
  - Kaiser (Negus Negest): Tatadim (919–959)

- Fatimiden
  - Kalif: al-Muʿizz (953–972)

- Idrisiden in Marokko
  - Imam: al-Hasan ibn al-Qasim (954–974)

## Asien
- Armenien
  - König: Aschot III. (952–977)

- Bagan
  - König: Sale Ngahkwe (934–962)

- Champa
  - König: Indravarman III. (918–959)

- China
  - Kaiser: Chái Róng (954–959)
  - Liao (in Nordchina)
    - Kaiser: Liao Muzong (951–969)

- Georgien
  - König: Sumbat I. (945–958)
  - König: Bagrat II. (958–994)

- Indien
  - Westliche Chalukya (in Westindien)
    - König: Amma II. (947–970)

  - Chola (in Südindien)
    - König: Paranthaha II. (957–970)

  - Kaschmir (Lohara-Dynastie)
    - Königin: Didda (958–1003)

  - Pala
    - König: Gopala III. (945–962)

  - Pratihara
    - König: Vijaypala II. (956–960)

  - Rashtrakuta
    - König: Krishna III. (939–967)

- Iran
  - Buyiden
    - Herrscher von Dschibal: Rukn ad-Daula Abu Ali Hasan (947–977)
    - Herrscher von Fars, Chuzistan und Kirman: Adud ad-Daula (949–983)

  - Saffariden
    - Herrscher: Abu Dschafar Ahmad (923–963)

  - Samaniden
    - Herrscher: al-Amir al-Muayyad Abu l-Fawaris Abd al-Malik (954–961)

  - Ziyariden
    - Herrscher: Zahir ad-Daula Abu Mansur Woschmgir (935–967)

- Japan
  - Kaiser: Murakami (946–967)

- Khmer
  - König: Rajendravarman II. (944–968)

- Korea
  - Goryeo
    - König: Gwangjong (949–975)

- Mataram
  - König: Sri Isyana Tunggawijaya (947–985)

- Kalifat der Muslime
  - Kalif: al-Mutīʿ li-ʾllāh (946–974)

## Europa
- Bulgarien
  - Zar: Peter I. (927–969)

- Burgund
  - König: Konrad III. (937–993)

- Byzantinisches Reich
  - Kaiser: Konstantin VII. (913–959)

- Dänemark
  - König: Gorm (936–958)
  - König: Harald Blauzahn (958–987)

- England
  - König: Eadwig (955–959)

- Westfrankenreich
  - König: Lothar (954–986)
  - Anjou
    - Graf: Fulko II. (941–958)
    - Graf: Gottfried I. (958–987)

  - Aquitanien
    - Herzog: Wilhelm III. (935–963)

  - Auvergne
    - Graf: Robert II. (945–968)

  - Burgund (Herzogtum)
    - Herzog: Otto (956–965)

  - Burgund (Freigrafschaft)
    - Pfalzgraf: Liétald II. (952–958/961)
    - Pfalzgraf: Aubry II. (958/961–981)

  - Maine
    - Graf: Hugo II. (950–992)

  - Normandie
    - Herzog: Richard I. (943–996)

  - Grafschaft Toulouse
    - Graf: Raimund III. (923–960)

- Ostfrankenreich
  - König: Otto I. (936–973)
    - Bayern
      - Herzog: Heinrich II. (955–976)

    - Böhmen
      - Herzog: Boleslav I. (935–967)

    - Flandern
      - Graf: Arnulf I. (918–964)

    - Holland
      - Graf: Dietrich II. (939–988)

    - Lothringen
      - Herzog: Brun (953–958)
      - Herzog: Friedrich I. (958–978)

    - Sachsen
      - Herzog: Otto I. (936–973)

    - Schwaben
      - Herzog: Burchard III. (954–973)

- Italien
  - Nationalkönig: Berengar II. (950–961)
  - Amalfi
    - Herzog: Mastalus II. (957–958)
    - Herzog: Sergius I. (958–966)

  - Benevent
    - Herzog: Pandulf I. (943–959)

  - Capua
    - Fürst: Landulf IV. (943–961)

  - Ivrea
    - Markgraf: Berengar II. (925–964)

  - Kirchenstaat
    - Papst: Johannes XII. (955–963)

  - Montferrat
    - Markgraf: Aleram I. (932–969)

  - Neapel
    - Herzog: Johannes III. (928–968/969)

  - Salerno
    - Fürst: Gisulf I. (946–978)

  - Sizilien (Kalbiten)
    - Emir: Ahmad ibn Hassan (954–969)

  - Toskana
    - Herzog: Humbert (936–961)

  - Venedig
    - Doge von Venedig: Pietro III. Candiano (942–959)

- Kiewer Rus
  - Großfürstin: Olga von Kiew (945–962)

- Kroatien
  - König: Mihajlo Krešimir II. (949–969)

- Norwegen
  - König: Håkon I. (935–961)

- Schottland
  - König: Indulf (954–962)

- Spanien
  - Grafschaft Barcelona
    - Graf: Borrell II. (947–992)

  - Kalifat von Córdoba
    - Kalif: Abd ar-Rahman III. (912–961)

  - Kastilien
    - Graf: Fernán González (945–970)

  - León
    - König: Sancho I. (956–958)
    - König: Ordoño IV. (958–960)

  - Navarra
    - König: García I. (931–970)

- Ungarn
  - Großfürst: Taksony (955–971)

- Wales
  - Gwent
    - Fürst: Nowy ap Gwriad (ca. 950–ca. 970)

  - Gwynedd
    - Fürst: Iago ab Idwal (950–974)

  - Powys
    - Fürst: Owain ap Hywel (950–986)